# Eden (musicista)
Eden, pseudonimo di Jonathon Ng (Dublino, 23 dicembre 1995), è un musicista e cantante irlandese.
Fino al 2015 ha utilizzato anche lo pseudonimo The Eden Project.

## Biografia

### Primi anni, The Eden Project (1995; 2013 - 2015)
Nato nel 1995 da madre irlandese e padre cinese, ha iniziato ufficialmente a suonare con il nome The Eden Project nel 2013. Nel 2014 ha pubblicato l'album Kairos e l'EP Entrance. Nel 2015 pubblica due EP dal titolo Bipolar Paradise e Final Call, l'ultimo come The Eden Project. Esso contiene due cover: Blank Space di Taylor Swift e Crazy in Love di Beyoncé.

### Cambio dello pseudonimo,End CreditseI Think You Think Too Much of Me(2015 - 2018)
Nell'agosto 2015 pubblica End Credits, un EP a nome Eden seguito l'anno seguente da I Think You Think Too Much of Me. 

### Vertigo(2018 - 2020)
Nel gennaio 2018 pubblica il suo primo album in studio dal titolo Vertigo anticipato dal singolo Start//End. Nel mese di marzo intraprende il Vertigo World Tour, un tour di 67 tappe che tocca Stati Uniti, Canada, Europa e Oceania e che si conclude nel novembre 2018. 

### No Future(2020 - 2022)
Dopo l'uscita di alcuni singoli, nel febbraio 2020 pubblica il suo secondo album in studio No Future.

### ICYMI(2022-2023)
Nel 2022 pubblica il suo terzo album in studio ICYMI (acronimo che sta per In Case You Missed It) anticipato da 3 singoli: Modern Warfare, Balling e Sci-Fi. A seguito intrapende un tour omonimo.

### Nuovo album (2024-presente)
Il 19 aprile 2024 a seguito di un anno di pausa dalla musica, pubblica l'EP (2019)(2022) che contiene le due canzoni cant e The Love U Need.
Il 2 luglio 2024 pubblica il singolo Zzz a cui seguono i singoli 5ever e Pocket (Montreal) che annunciano il suo nuovo album.

## Discografia

### Album in studio
- 2018 – Vertigo
- 2020 – No Future
- 2022 – ICYMI

### EP
- 2015 – End Credits
- 2016 – I Think You Think Too Much of Me
- 2018 – About Time
- 2018 – All You Need Is Love
- 2024 – (2019)(2022)

### Singoli
- 2015 – Nocturne
- 2015 – Gravity
- 2015 – End credits (feat. Leah Kelly)
- 2016 – Billie Jean
- 2016 – Sex
- 2016 – Drugs
- 2016 – Circles
- 2017 – Start//End
- 2017 – Gold
- 2017 – Crash
- 2018 – About time
- 2018 – All you need is love
- 2019 – 909
- 2019 – Untitled
- 2019 – Projector
- 2020 – Love, death, distraction
- 2020 – Isohel
- 2020 – Peaked
- 2022 – Modern warfare
- 2022 – Balling
- 2022 – Sci-fi
- 2024 – Zzz
- 2024 – 5ever
- 2024 – Pocket (Montreal)